# Fiebrosław
Fiebrosław – imię męskie utworzone w Polsce w średniowieczu ze złożenia imienia Febron i typowego dla imion słowiańskich członu -sław. 
Fiebrosław imieniny obchodzi 25 czerwca.